# Combrimont
Combrimont település Franciaországban, Vosges megyében. Lakosainak száma 137 fő (2022. január 1.). Combrimont Lesseux, Lusse, Neuvillers-sur-Fave, Wisembach, Bertrimoutier és Frapelle községekkel határos.

## Népesség
A település népességének változása:
| Lakosok száma | 154  | 140  | 144  | 134  | 134  | 134  | 134  | 136  | 137  |
|               | 2013 | 2015 | 2016 | 2017 | 2018 | 2019 | 2020 | 2021 | 2022 |